# 羽田貞義

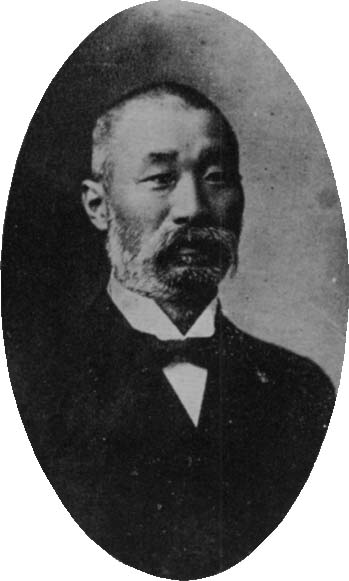
熊本師範学校校長時代

羽田 貞義（はた さだよし、1864年8月10日（元治元年7月9日） - 1933年（昭和8年）3月11日）は、日本の教育者、実業家。号は鷲峰。第80代内閣総理大臣を務めた羽田孜の祖父。

## 来歴
信濃国小県郡桜井村（現・長野県東御市）の寺島権左衛門の次男として生まれ、1880年に同郡和田村（現・長和町）の羽田三郎の養子となる。1883年長野県師範学校を卒業、1890年東京高等師範学校博物科を卒業後、長野師範教諭、1898年新潟師範学校教頭を務める。　
1903年に群馬師範学校校長に就任、1912年より熊本師範学校校長、千葉師範学校校長、1919年より福島師範学校校長を歴任した。
報徳思想主義者で、町村自治行政と社会教育に尽力、殊に師範学校校長を務めた群馬県、熊本県における町村を巡回して生活の向上として①経済的生活法②衛生的生活法③秩序的生活法④修養的生活法⑤楽天的生活法を掲げた教育活動は常に文部省から表彰され、篤人英俊恭謙の人物で教育家の模範とされた。
1924年に定年後帰郷し、1927年にはバス会社「和田嶺自動車」を設立して社長となり、山間部の地方交通として貢献した。

## 栄典
- 1902年（明治35年）5月10日 - 従七位[15]
- 1903年（明治36年）6月10日 - 正七位[16]
- 1905年（明治38年）10月20日 - 従六位[17]
- 1908年（明治41年）6月25日 - 勲六等瑞宝章[18]
- 1910年（明治43年）11月11日 - 正六位[19]
- 1914年（大正3年）6月29日 - 勲五等瑞宝章[20]
- 1915年（大正4年）12月20日 - 従五位[21]
- 1921年（大正10年）2月19日 - 勲四等瑞宝章[22]
- 1921年（大正10年）3月10日 - 正五位[23]
- 1924年（大正13年）4月15日 - 従四位[24]

## 家族
- 長男・羽田武内（京都大学卒、大日本麦酒）
  - 孫・羽田武信
  - 孫・羽田孝子
  - 孫・羽田智子
  - 孫・羽田範子
  - 孫・羽田敏子
- 三男・羽田武嗣郎（衆議院議員）
  - 孫・羽田孜（内閣総理大臣（第80代）、農林水産大臣、大蔵大臣、副総理兼外務大臣、衆議院議員）
    - 曽孫・羽田雄一郎（国土交通大臣、参議院議員）
    - 曽孫・羽田次郎（参議院議員）

  - 孫・羽田厚
  - 孫・羽田宏
  - 孫・羽田（神津）進
    - 曽孫・神津健（衆議院議員）

  - 孫・羽田啓吾

## 主著
- 羽田貞義 編 ほか『小学珠算指南』第１巻,青雲堂,明20.8.国立国会図書館デジタルコレクション
- 羽田貞義 著『生物学講義』,小山喜作,明26.7.国立国会図書館デジタルコレクション
- 羽田貞義, 小沢錦十郎 著『母のための教育学』,目黒書店,明39. 国立国会図書館デジタルコレクション
- 羽田貞義 著『実践倫理学講義』,泰東同文局,明41.4. 国立国会図書館デジタルコレクション
- 羽田貞義 著『国民実践倫理講義』,六盟館,大正3(1914). 国立国会図書館デジタルコレクション
- 羽田貞義 著『町村自治と報徳教 : 通俗教育資料講話』,明誠館,大正4.国立国会図書館デジタルコレクション
- 羽田貞義 著『社会心相・人生之循環』,稲本震作,大正4.国立国会図書館デジタルコレクション
- 羽田貞義 編『学校を中心とせる民育の実況』,金港堂書籍,大正9.国立国会図書館デジタルコレクション